# ケネス・エリクソン
ケネス・エリクソン（Kenneth Eriksson、1956年5月13日 - ）は、スウェーデンヴァンスブロ出身の元ラリードライバーである。
同姓のミカエル・エリクソンとは無関係である。

## 主な経歴
1980年のラリー・スウェーデンで世界ラリー選手権（WRC）にサーブ・96でデビュー。
1986年にフォルクスワーゲンに加入。ゴルフGTIに乗り、グループAのチャンピオンに輝いた。
1987年には、コートジボワール（Rallye Côte d'Ivoire ）でWRC初勝利を飾った。
1988年-1989年はトヨタ・チーム・ヨーロッパに加入、セリカGT-FOURで参戦。
1990年-1995年は三菱ラリーアート・ヨーロッパに加入、ギャランVR-4やランサーエボリューションI-IIIに乗り、ギャランで1991年のラリー・スウェーデン、ランサーで1995年のラリー・スウェーデンとラリー・オーストラリアで優勝した。
1996年-1997年はスバルに加入、インプレッサに乗り、1997年のラリー・スウェーデンとラリー・ニュージーランドで優勝した。
なお三菱・スバル時代の1995年 - 1997年にはアジアパシフィックラリー選手権（APRC）で3連覇を飾っている。
1998年-2001年までヒュンダイのエースドライバーを務め、2000年シーズンは、総合ランキング11位に輝くなどの貢献を果たした。
2002年のシーズンをもってWRCを引退したが、その翌年には、シュコダのテストドライバーを務めた。

## 人物

### ドライビングスタイル
決して派手に目立つドライバーではないが、チームを支え、確実に仕事をこなす職人肌のベテランドライバー。
シングルハンドドライバーの一人者であり、左手はステアリングを握り、右手はシフトノブを握るという場面がオンボードカメラから確認出来る。このスタイルは彼がかつてスタントドライバーであった事から来ている。またスタントドライバー時代には片輪走行の走行距離のギネスホルダーでもあった。
三菱時代、スバル時代ともにトミ・マキネン、コリン・マクレーとかつてのトップドライバーとチームを組み、彼らを確実にサポートしながらも、自分自身も勝利を狙って行ける希有な存在である。
また、スバルの不調は彼がいなかったからと言われたのも、彼のその能力を評しての事である。
因みにトヨタ、ヒュンダイでチームメイトだった、ユハ・カンクネンとも親交が深かった。
4WDターボ使いのイメージが強いが、グループAがトップカテゴリーとなった1987年のサファリラリーでは前輪駆動車のフォルクスワーゲン・ゴルフで一時2位を走っており（結果的にトラブルでリタイアしたが）、駆動方式に捉われないドライバーである。